# Louise de Hesse-Darmstadt (1761–1829)
Louise Henriette Karoline de Hesse-Darmstadt (n. 15 februarie 1761 – d. 24 octombrie 1829) a fost prin căsătorie prima Mare Ducesă de Hesse și de Rin.

## Biografie
Louise a fost fiica Prințului Georg Wilhelm de Hesse-Darmstadt (1722-1782) și a soției acestuia, Maria Luise Albertine de Leiningen-Falkenburg-Dagsburg (1729-1818), fiica Contelui Christian Karl Reinhard de Leiningen-Dachsburg-Falkenburg-Heidesheim.
În 1770, Prințesa a fost în anturajul viitoarei regine Maria Antoaneta; a călătorit împreună cu acesta în Franța pentru căsătoria cu Delfinul Ludovic al Franței. Louise a purtat coresondență cu Maria Antoaneta până în 1792.
Louise s-a căsătorit la 19 februarie 1777 la Darmstadt cu vărul ei, Ludovic de Hesse (1753-1830), moștenitorul ducatului de Hesse. Soțul ei a condus ducatul de Hesse-Darmstadt din 1790 ca Landgraful Ludovic al X-lea și din 1806 ca Ludovic I, Mare Duce de Hesse și de Rin.
Louise și-a petrecut luniile de vară începând cu anul 1783 în Park Fürstenlager, și a murit aici în 1829. Johann Wolfgang von Goethe a rămas la curtea ei și Friedrich Schiller a citit Don Carlos în salonul ei. S-a spus că Napoleon Bonaparte i-a promis fumoasei Louise, pe care el a considerat-o a fi una dintre cele mai inteligente femei ale timpului său, că îi va da o coroană.
Luisenstraße și Luisenplatz din Darmstadt au fost numite după ea.

### Copii
Louise și Ludovic au avut șase copii:
- Ludovic, mai târziu Marele Duce Ludovic al II-lea de Hesse (26 decembrie 1777 – 16 iunie 1848). S-a căsătorit cu Wilhelmine de Baden; au avut copii.
- Louise (16 ianuarie 1779 – 18 aprilie 1811). Căsătorită cu Louis de Anhalt-Köthen; au avut copii.
- George (31 august 1780 – 17 aprilie 1856). Căsătorit morganatic cu Caroline Török de Szendrö; au avut copii.
- Frederic (14 mai 1788 – 16 martie 1867)
- Emil (3 septembrie 1790 – 30 aprilie 1856)
- Gustav (18 decembrie 1791 – 30 ianuarie 1806)